# 塞尼雅德·伊布里希奇
塞尼雅德·伊布里希奇（Senijad Ibričić）是波黑的一位足球運動員。在場上雖然主要司職中場，但可以勝任除了守門員之外的各個位置。他雖然出生在波黑，但曾為躲避戰火而在克羅地亞生活過。他也代表波黑國家足球隊參加比賽，但同時擁有克羅地亞的國籍。